# Saccopharynx hjorti
Saccopharynx hjorti és el nom científic d'una espècie de peix abisal pertanyent al gènere Saccopharynx. És una espècie batipelàgica que habita en la zona centre-aquest de l'oceà Atlàntic, en concret al sud-oest de les Açores. Un exemplar es conserva en el museu de zoologia de la universitat de Bergen (Noruega).